# Брел (Сома)
Брел (фр. Bresle) је насељено место у Француској у региону Пикардија, у департману Сома.
По подацима из 2011. године у општини је живело 122 становника, а густина насељености је износила 34,46 становника/km².

## Демографија
| 1962. | 1968. | 1975. | 1982. | 1990. | 2011. |
| ----- | ----- | ----- | ----- | ----- | ----- |
| 115   | 102   | 92    | 90    | 83    | 122   |